# Rangatira
Pour les articles homonymes, voir Rangatira (homonymie).

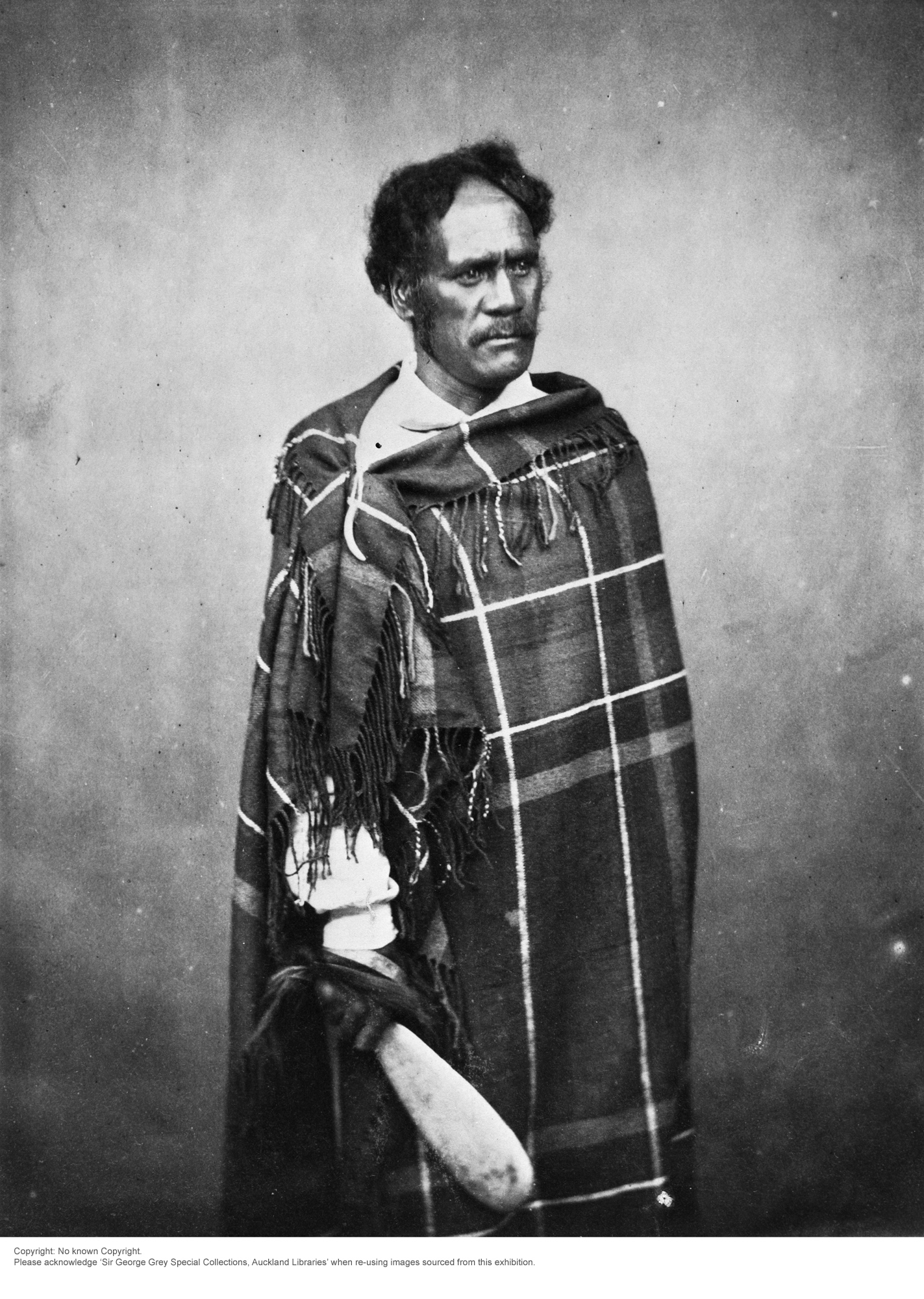
Īhāia Te Kirikūmara (mort en 1873), un rangatira du XIXe siècle.

Dans la culture maorie, un rangatira est un chef tribal, le dirigeant (souvent héréditaire) d'un hapu (sous-tribu ou clan). Idéalement, le rangatira est d'une grande sagesse pratique, détient l'autorité (à travers le mana) au nom de la tribu et maintient les frontières entre les terres d'une tribu (rohe) et celle des autres tribus.
Les changements apportés aux lois sur la propriété foncière au XIXe siècle, en particulier l'individualisation des titres fonciers, ont miné le pouvoir des rangatira, tout comme la perte généralisée de terres au profit des colons européens de la colonie de Nouvelle-Zélande à partir de 1841. Les concepts de rangatira et rangatiratanga (chefferie) — un système de gouvernance, d’autodétermination et de souveraineté maori —, restent cependant forts, et un retour à rangatiratanga et l'élévation des Maoris par le système de rangatiratanga a été largement préconisé depuis le début de la renaissance maorie (en), vers 1970. Moana Jackson (en), Ranginui Walker (en) et Tipene O'Regan (en) figurent parmi les plus notables de ces défenseurs.

## Étymologie
Le mot rangatira signifie « chef (homme ou femme), bien né, noble » et dérive du proto-polynésien central-oriental *langatila (« chef de statut secondaire »). Des mots apparentés se trouvent en moriori, en tahitien (par exemple le ra'atira dans le nom du parti Tāvini huira'atira), en maori des Îles Cook, en paumotu, en marquisien et en hawaïen.

## Interprétations

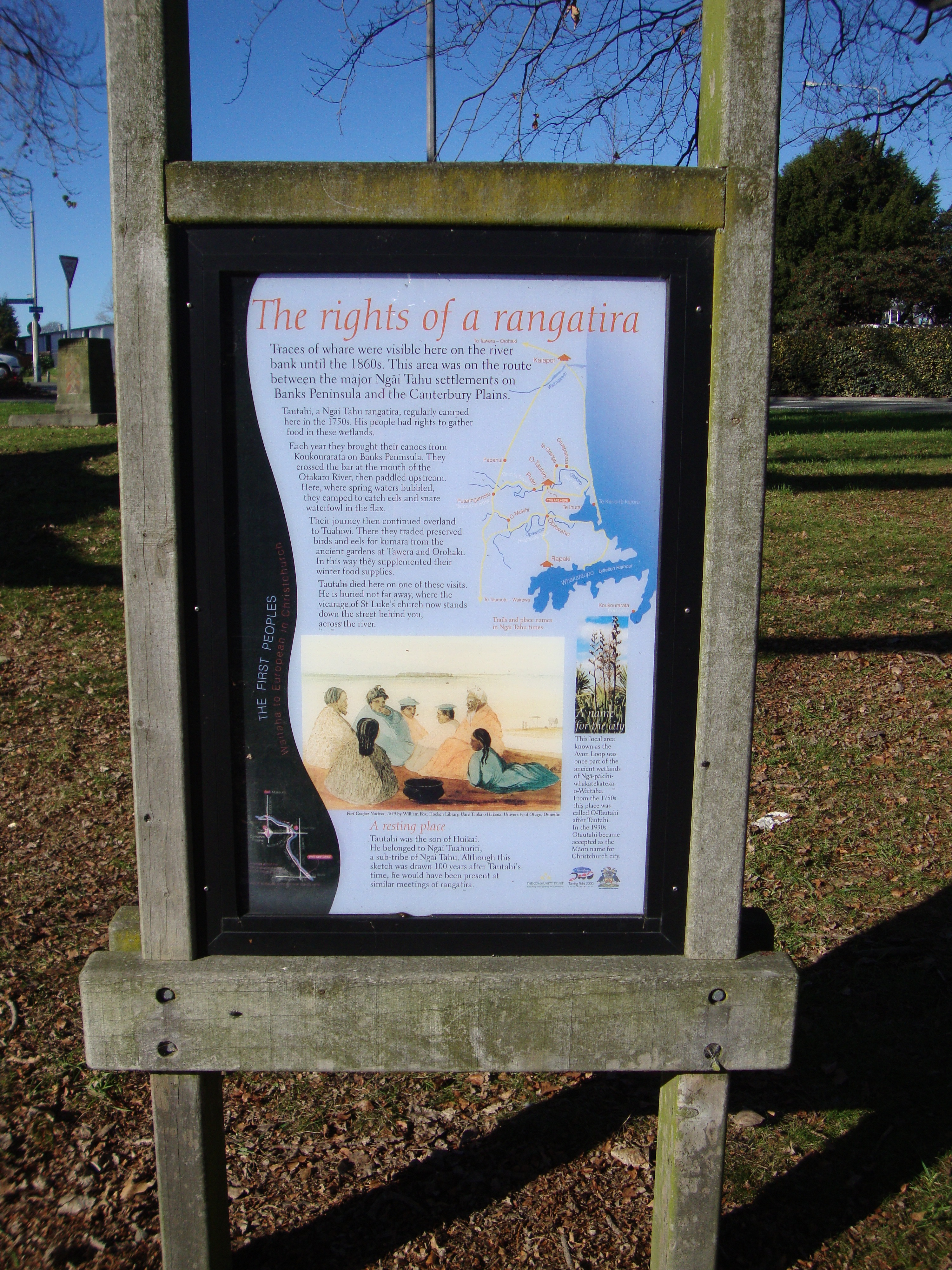
Un panneau expliquant l'histoire du tangata whenua de The Bricks, à Christchurch.

Trois interprétations du rangatira le considèrent comme un composé des mots maoris « ranga » et « tira ». Dans le premier cas, « ranga » est conçu comme un banc de sable et « tira » comme un aileron de requin. Le banc de sable allégorique contribue à réduire l'érosion de la dune (ou des personnes). La nageoire reflète à la fois l'apparence du banc de sable et, plus important encore, « sa domination physique et intentionnelle en tant que gardien ». Les rangatira renforcent les communautés, cessent d'exister sans elles (« car qu'est-ce qu'un banc de sable sans sable ? ») et ont une composante protectrice.
L'ethnographe John White (1826-1891) a donné un point de vue différent dans l'une de ses conférences sur les coutumes maories. Il a déclaré que les Maoris formaient traditionnellement deux kahui qui se réunissaient pour discuter de l'histoire ou de la whakapapa.
« Chaque chef du kahui avait sa place, en fonction de ses connaissances, et cette place lui était attribuée par le chef du kahui dont il faisait partie. Cet acte du chef était appelé ranga, ou mise en ordre. Les personnes qui venaient au temple en groupe étaient appelées tira, ou compagnie ; et comme le chef devait assigner, ou ranga, une place à chacun de ses tira, il était appelé rangatira, d'où le mot maori pour chef, rangatira. »
Cette interprétation s'accorde bien avec une deuxième traduction où « ranga » est une abréviation de rāranga (ou tissage) et « tira » signifie un groupe.
Une troisième interprétation s'accorde également bien avec cette traduction, reliant des concepts liés à l'identité de la « tira ». Dans un premier temps, l'hospitalité conditionnelle se présente sous la forme d'un tissage créé pour la « tira » des invités,,. Dans le deuxième cas, l'intentionnalité collective « se met en scène dans le tissage » de la « tira » d'hôtes,,. Ensemble, ces concepts soulignent la valeur attachée à la « relation personnelle » entre le leader et son groupe. Ce type de relation est similaire au mahara atawhai (affection ou « préoccupation bienveillante ») proposé dans le préambule du traité de Waitangi par la reine Victoria, reflétant le « lien personnel entre le souverain et son sujet » d'avant le XIXe siècle.

## Filmographie
- Rangatira : Merata Mita – Making Waves (1998), film documentaire de Hinewehi Mohi (en) sur Merata Mita.